# Евреи Русапе
Евреи Русапе (ивр. יהודי רוסאפה‎) — небольшая религиозно-этническая группа в Зимбабве. Религией евреев Русапе является иудаизм.

## Происхождение
Появление общины евреев Русапе связывают с деятельностью религиозного проповедника Уильяма Сондерса Кроуди. В конце XIX века этот бывший раб, дьякон баптистской церкви начал проповедовать иудаизм среди чернокожих жителей США. По его словам, он получил откровение от Бога, в котором ему было открыто, что африканцы и афроамериканцы являются потомками потерянных колен Израиля и что он должен был начать возвращение чернокожих в иудаизм. Один из его последователей, Альберт Кристиан, в 1903 году обосновался на территории современного Зимбабве и начал проповедовать там среди местного населения.
Сами же евреи Русапе приписывают себе более древнее происхождение, называя себя потомками евреев, которые переселились в Южную Африку через Йемен в древние времена.

## Иудаизм Русапе
Иудаизм Русапе отличается от иудаизма по своим обычаям и религиозным догмам. Можно найти сходство между обычаями общины и способом соблюдения заповедей в древности до Ассирийского плена. Например, существует обычай хоронить умерших в погребальных пещерах. В случае гибели старшего брата младший берет в жены вдову своего брата.
Русапе, как и другие иудеи, не считают Иисуса мессией, но считают его пророком, который не вознесся на небо после распятия, а был похоронен в Израиле.